# Laços de Família
Laços de Família är en brasiliansk telenovela som sändes på Rede Globo från 2000 till 2001.

## Rollista
| Skådespelare          | Karaktär                            |
| --------------------- | ----------------------------------- |
| Vera Fischer          | Helena Lacerda                      |
| Carolina Dieckmann    | Camila Lacerda Ferrari              |
| Reynaldo Gianecchini  | Eduardo Pirajá de Albuquerque (Edu) |
| Deborah Secco         | Íris Frank Lacerda Mendes           |
| José Mayer            | Pedro Marcondes Mendes              |
| Tony Ramos            | Miguel Soriano                      |
| Marieta Severo        | Alma Flora Pirajá de Albuquerque    |
| Giovanna Antonelli    | Capitu                              |
| Luigi Baricelli       | Frederico Lacerda Ferrari (Fred)    |
| Regiane Alves         | Clara Ferrari                       |
| Alexandre Borges      | Danilo Menezes                      |
| Helena Ranaldi        | Cíntia                              |
| Lília Cabral          | Ingrid Frank Lacerda                |
| Fernando Torres       | Aléssio Lacerda                     |
| Soraya Ravenle        | Yvete                               |
| Leonardo Villar       | Pascoal                             |
| Walderez de Barros    | Ema                                 |
| Zé Victor Castiel     | Viriato                             |
| Júlia Feldens         | Ciça (Cecília Soriano)              |
| Carla Diaz            | Rachel                              |
| Flávio Silvino        | Paulo Soriano                       |
| Júlia Almeida         | Estela                              |
| Daniel Boaventura     | Alex                                |
| Henri Pagnoncelli     | Orlando                             |
| Thalma de Freitas     | Zilda                               |
| Umberto Magnani       | Eládio                              |
| Marly Bueno           | Olívia                              |
| Xuxa Lopes            | Glória Azambuja                     |
| Paulo Figueiredo      | Rodrigo                             |
| Flávia Guimarães      | Ana                                 |
| Juliana Paes          | Ritinha                             |
| Vanessa Mesquita      | Simone                              |
| Ana Carbatti          | Aline                               |
| Eliete Cigarini       | Sílvia Mendes                       |
| André Valli           | Onofre                              |
| Beatriz Lyra          | Cleide                              |
| Caco Monteiro         | Gervásio                            |
| Cláudio Gabriel       | Severino                            |
| Paulo Zulu            | Romeu                               |
| Cléa Simões           | Irene                               |
| Yara Lins             | Nilda Soriano                       |
| Denise Sartori        | Ofélia                              |
| Luciano Quirino       | Laerte                              |
| Alby Ramos            | Bira                                |
| Alexandra Richter     | Elisa                               |
| Andréa Cavalcanti     | Verinha                             |
| Andressa Koetz        | Helena (ung)                        |
| Andrey Linhares       | Bruninho                            |
| Benito Carmona        | Roberto                             |
| Cynthia Benini        | Isabel                              |
| Cláudia Vieira        | Tereza                              |
| Doriana Mendes        | Luzia                               |
| Edward Boggis         | Rafael                              |
| Felipe Rocha          | Zeca                                |
| Graziela de Laurentis | Daniela                             |
| Hebert Richers Jr     | Sérgio                              |
| Iran Malfitano        | Pedro (ung)                         |
| Jayme Del Cueto       | Seu Corrêa                          |
| Joana Motta           | Lisa                                |
| João Júnior           | Trindade                            |
| Júlia Magessi         | Nina                                |
| Juliana Silveira      | Patty                               |
| Larissa Honorato      | Nina                                |
| Leon Góes             | Bento                               |
| Lionel Fischer        | Fernando                            |
| Lucas Margutti        | Ricardo                             |
| Luiz Baccelli         | Dr. Cláudio                         |
| Lulu Pavarin          | Clarice                             |
| Manoelita Lustosa     | Tita                                |
| Max Fercondini        | Fábio                               |
| Miwa Yanagizawa       | Cel                                 |
| Mônica Siedler        | Socorro                             |
| Múcio Medeiros        | Carlão                              |
| Nany de Lima          | Noêmia                              |
| Nilton Marques        | Alfredo                             |
| Nívea Helen           | Nair                                |
| Oliver Okazaki        | Toshio                              |
| Paula Tolentino       | Marcela                             |
| Paulo Caruso          | Rubinho                             |
| Rennata Bianco        | Carla                               |
| Salvatore Giulianno   | Luiz                                |
| Samantha Brandão      | Maria                               |
| Samuel Melo           | Tide                                |
| Sônia Siqueira        | Marisa                              |
| Victor Hugo           | Marco                               |
| Lavínia Vlasak        | Luísa                               |